# Сан-Мигел-де-Каррейраш
Сан-Мигел-де-Каррейраш (порт. São Miguel de Carreiras)  —  населённый пункт и район в Португалии,  входит в округ Брага. Является составной частью муниципалитета  Вила-Верде. Находится в составе крупной городской агломерации Большое Минью. По старому административному делению входил в провинцию Минью. Входит в экономико-статистический  субрегион Каваду, который входит в Северный регион. Население составляет 623 человека на 2001 год. Занимает площадь 1,85 км².

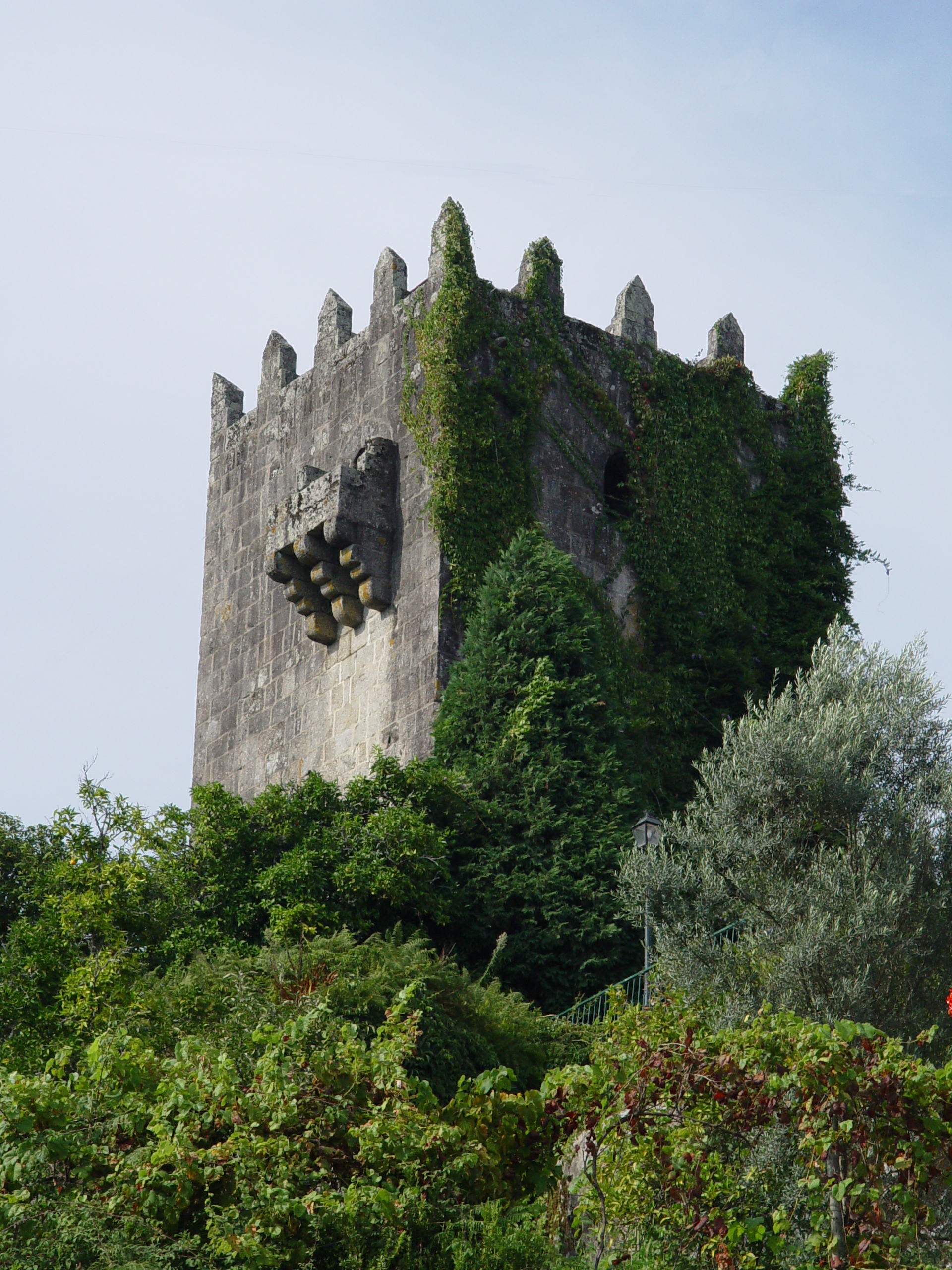